# Docomomo International
Docomomo International (spesso abbreviato come DoCoMoMo o semplicemente Docomomo) è un'associazione non-profit il cui nome per esteso è International Committee for Documentation and Conservation of Buildings, Sites and Neighbourhoods of the Modern Movement.

## Storia
La Docomomo International è stata fondata nel 1988 ad Eindhoven  dagli architetti olandesi Hubert-Jan Henket e Wessel de Jonge. Dal settembre 2000 il Segretariato internazionale si è trasferito a Parigi, dove è ospitato nella Cité de l'Architecture et du Patrimoine, nel Palazzo Chaillot.
La sua fondazione era stata ispirata dal lavoro dell'ICOMOS, il Consiglio Internazionale dei Monumenti e dei Siti, istituito nel 1965. Il compito di Icomos riguarda la protezione e la conservazione di edifici e siti storici, mentre Docomomo è stata fondata per la tutela e la conservazione dell'architettura e dell'urbanistica moderne.